# Leonie Beck
Pour les articles homonymes, voir Beck.
Leonie Antonia Beck, née le 27 mai 1997 à Augsbourg, est une nageuse allemande, spécialiste des épreuves de nage en eau libre. Le 15 juillet 2023, elle devient championne du monde du 10 km nage en eau libre lors des Championnats du monde de natation à Fukuoka au Japon.

## Palmarès

### Championnats du monde
- Championnats du monde de natation 2019 à Gwangju ( Corée du Sud) :
  -  Médaille de bronze du 5 km en eau libre

- Championnats du monde de natation 2022 à Budapest ( Hongrie) :
  -  Médaille d’argent du 10 km en eau libre
  -  Médaille d'or du relais mixte 4 x 1 500 m en eau libre

- Championnats du monde de natation 2023 à Fukuoka ( Japon) :
  -  Médaille d'or du 10 km en eau libre
  -  Médaille d'or du 5 km en eau libre

### Championnats d'Europe
- Championnats d'Europe de natation 2018 à Glasgow ( Royaume-Uni) :
  -  Médaille d'argent du 5 km en eau libre
  -  Médaille d'argent du 5 km relais mixte en eau libre (avec l'équipe d'Allemagne)

- Championnats d'Europe de natation 2020 à Budapest ( Hongrie) :
  -  Médaille d'argent du 5 km relais mixte en eau libre (avec l'équipe d'Allemagne)

### Championnats d'Europe juniors
- Championnats d'Europe juniors de natation 2013 à Poznań ( Pologne) :
  -  Médaille d'or du 400 m nage libre
  -  Médaille d'or du 800 m nage libre
  -  Médaille d'argent du relais 4 × 200 m nage libre

### Jeux mondiaux de plage
- Jeux mondiaux de plage de 2019 à Doha ( Qatar) :
  -  Médaille de bronze du 5 km en eau libre